# Pluzunet
Pluzunet (en bretó Plûned) és un municipi francès, situat a la regió de Bretanya, al departament de Costes del Nord. L'any 1999 tenia 986 habitants. El 13 de juliol de 2006 el consell municipal va aprovar la carta Ya d'ar brezhoneg.

## Demografia
| 1962                                       | 1968  | 1975  | 1982  | 1990  | 1999 |
| ------------------------------------------ | ----- | ----- | ----- | ----- | ---- |
| 1.159                                      | 1.149 | 1.058 | 1.036 | 1,021 | 986  |
| Des de 1962: població sense dobles comptes |       |       |       |       |      |

## Administració
| Període   | Identitat         | Partit |
| --------- | ----------------- | ------ |
| 2001-2008 | Pierre Gautier    |        |
| 2008-     | Jean-Claude Jegou |        |